# Конституционный суд Сербии
Конституционный суд Сербии (серб. Уставни суд Републике Србије / Ustavni sud Republike Srbije) — независимый институт власти в Сербии, находящийся вне общей системы разделения властей, который гарантирует уважение и соблюдение Конституции. Запросы в Конституционный суд могут подавать физические и юридические лица, политические организации, профсоюзы и т. д. В случае необходимости решения Суда обеспечивает правительство страны.

## История
Конституционный суд Сербии был создан 9 апреля 1963 года, когда страна была одной из республик Социалистической Федеративной Республики Югославии. Он был создан для защиты конституционности и законности, в соответствии с республиканской Конституцией 1963 года. Закон о Конституционном суде был принят 25 декабря того же года. Им были определены рамки деятельности и правовых решений. Свою работу Суд начал 15 февраля 1964 года. До провозглашения Конституции Сербии в 1990 году Конституционный суд действовал в условиях отсутствия разделения властей. Тогда Парламент был наивысшим органом государственной власти. Своим существованием и функционированием Конституционный суд способствовал сохранению и соблюдению конституциональных принципов и законности.
Конституционный суд Сербии обладает богатыми библиотечными фондами. Судебная библиотека начала свою деятельность сразу после создания Суда. Она является одной из специализированных юридических библиотек в стране, которая отвечает за сбор, хранение и каталогизацию литературы, имеющей отношение к конституционному законодательству. Библиотека хранит большую коллекцию монографий, периодических изданий, сборников документов, а также имеет электронную базу по нормативно-правовым актам. Некоторые её фонды датируются XIX столетием. Библиотека Конституционного суда сотрудничает с Городской библиотекой Белграда и Национальной библиотекой Сербии.

## Состав
Конституционный суд Сербии состоит из 15 судей, избираемых на 9 лет. 5 судей выбирает президент страны, 5 судей — Скупщина, а оставшихся 5 — Верховный кассационный суд на общем заседании. Кандидаты в члены Суда должны быть профессиональными юристами в возрасте не младше 40 лет и с не менее, чем 15-летним опытом работы в правовой сфере. Один судья может избираться не более двух раз. После выборов судьи принимают присягу перед спикером Скупщины. Срок судейского мандата истекает либо через 9 лет после избрания, либо при выходе на пенсию, либо в результате импичмента. Судья не может занимать другую государственную должность, либо заниматься другой деятельностью, за исключением преподавания на одном из юридических факультетов Сербии. Судьи Конституционного суда обладают судебным иммунитетом.
Состав суда по состоянию на 22 января 2013 года:
- Слийепчевич Драгиша (председатель суда)
- Вучич Оливера
- Драшкович Мария
- Джокич Братислав
- Илич-Прелич Весна
- Илич Горан
- Картаг-Одри Агнеш
- Манойлович-Андрич Катарина
- Маркович Милан
- Ненадич Боса
- Станич Милан
- Стоянович Драган
- Стойкович Томислав
- Тахирович Сабахудин
- Четкович Предраг

Председатели суда (с 1963 года):
- Петар Релич (1963—1971)
- Йован Джорджевич (1971—1979)
- Найдан Пашич (1980—1984)
- Радослав Раткович (1984—1986)
- Джурдже Сеничич (1987—1988)
- Миодраг Богданович (1988—1990)
- Балша Спадиер (1990—1996)
- Ратко Бутулия (1996—2001)
- Слободан Вучетич (2002—2007)
- Боса Ненадич (2007—2010)
- Драгиша Слийепчевич (С 2011 года)

## Полномочия
Конституционный суд Сербии решает следующие вопросы:
- соответствие законов, уставов автономных образований и подзаконных актов Конституции страны;
- соответствие ратифицированных международных соглашений Конституции;
- соответствие всех остальных нормативных актов и коллективных договоров республиканскому законодательству;
- решение споров о компетенции между судами, а также между другими государственными органами;
- соответствие партийных уставов республиканским законам;
- запрет деятельности той или иной партии или политической организации;
- избирательные споры, которые находятся вне компетенции судов общей юрисдикции либо других государственных органов.